# فيكتور كيرو
فيكتور كيرو (بالروسية: Кейру, Виктор Джонович) مواليد 31 يناير 1984 في روستوف-نا-دونو، هو لاعب كرة سلة روسي معتزل. بدأ مسيرته الاحترافية في سنة 2003. مثّل منتخب بلاده. شارك في دورة الألعاب الأولمبية الصيفية سنة 2008. اعتزل اللعب في 2014.

## المسيرة الاحترافية
لعب مع نادي يونيكس قازان لكرة السلة في موسم 2007–2008، ثم لعب مع نادي سسكا موسكو لكرة السلة في الدوري الروسي من سنة 2008 إلى 2010، ثم لعب مع نادي دينامو موسكو لكرة السلة في موسم 2010–2011، ثم لعب مع نادي كراسني كريليا لكرة السلة في موسم 2013–2014.

## روابط خارجية
- فيكتور كيرو على موقع الاتحاد الدولي لكرة السلة (الإنجليزية)
- فيكتور كيرو على موقع الدوري الأوروبي لكرة السلة (الإنجليزية)
- فيكتور كيرو على موقع كرة السلة الأوروبية.كوم (الإنجليزية)
- فيكتور كيرو على موقع ريلجم (الإنجليزية)
- فيكتور كيرو على موقع بروبوليرز (الإنجليزية)
- فيكتور كيرو على موقع سبورتس رفرنس (الإنجليزية)
- فيكتور كيرو على موقع أوليمبيديا (الإنجليزية)